# Lynch.
lynch. — японская рок-группа, основанная в городе Нагоя в 2004 году. Группа является представителем Nagoya kei. 11 октября 2007 Lynch подписали контракт с европейским лэйблом CLJ Records, который занимается японской рок-музыкой за пределами Японии. Коллектив выпустил 9 альбомов, 3 EP и 24 сингла.

## Участники
- Хадзуки (яп. 葉月) — вокал, бас-гитара
- Рэо (яп. 玲央) — гитара
- Юсукэ (яп. 悠介) — гитара
- Акинори (яп. 明徳) — бас-гитара
- Асанао (яп. 晁直) — барабаны

Бывшие участники
- Юкино (яп. ゆきの) — бас-гитара
- Хикару (яп. 光輝) — бас-гитара
- Дзюндзи (яп. 淳児) — бас-гитара

## Дискография
Альбомы
- Greedy Dead Souls (20 апреля 2005)
- The Avoided Sun (25 апреля 2007)
- The Buried (7 ноября 2007)
- Shadows (8 июля 2009)
- I Belive In Me (1 июня 2011)
- Inferiority Complex  (27 июня 2012)
- GALLOWS (9 апреля 2014)
- D.A.R.K. -In the name of evil- (7 октября 2015)
- AVANTGARDE (14 сентября 2016)
- XIII (11 июля 2018)
- ULTIMA (18 марта 2020)

EP
- Underneath the Skin (16 ноября 2005)
- EXODUS-EP (14 августа 2013)
- SINNERS - EP (31 мая 2017)
- SINNERS -no one can fake my bløod- (25 апреля 2018)

Синглы
- «Enemy» (13 декабря 2006)
- «Roaring in the Dark» (15 ноября 2006)
- «A Grateful Shit» (20 июля 2006)
- «Forgiven» (17 января 2007)
- «Adore» (2 апреля 2008)
- «Ambivalent Ideal» (15 октября 2008)
- «A Gleam in Eye» (28 апреля 2010)
- «JUDGEMENT» (22 сентября 2010)
- «MIRRORS» (9 ноября 2011)
- «LIGHTING» (24 октября 2012)
- «Ballad» (2 февраля 2013)
- «ANATHEMA» (13 июля 2013)
- «EVOKE» (5 августа 2015)
- «ETERNITY» (2 сентября 2015)
- "BLØOD THIRSTY CREATURE" (8 ноября 2017)

Видеография
- «Official Bootleg» (23 февраля 2008)
- «Official Bootleg II»
- «Official Bootleg III»
- «il inferno» (8 февраля 2012)
- «TO THE GALLOWS» — Absolute Xandu — (10 сентября 2014)
- "THE DECADE OF GREED" (13 января 2016)
- "IMMORTALITY" (15 июня 2016)
- "THE FIVE BLACKEST CROWS" (8 августа 2018)